# Rusty Riley
Rusty Riley est une série de bande dessinée américaine créée par le dessinateur réaliste Frank Godwin et le scénariste Rod Reed et diffusée sous forme de comic strip dans la presse par King Features Syndicate du 26 janvier 1948 au 14 septembre 1959 pour la bande quotidienne et de juin 1948 au 1er novembre 1959 pour la planche dominicale (écrite par Harold Godwin, le frère de Frank). 
Rusty Riley est un adolescent orphelin roux qui s'enfuit de l'orphelinat avec son fox-terrier, Flix. Il est ensuite embauché comme garçon d'écurie de chevaux de course par le riche Mr Miles, propriétaire de la ferme de Milestone. L'objectif de Jo est de s'imposer comme jockey. Il sort aussi avec la fille de son patron. Cette série montre une influence certaine de James Montgomery Flagg et Charles Dana Gibson, bien que Frank Godwin ait utilisé une variété de style.
Elle a été publiée dans la presse jeunesse franco-belge sous divers titres : Jo Lumière dans Spirou (1948-1953), Bob Rilet dans Donald (1948-1953), Samedi-Jeunesse (1958) et Creek (1959), Boby et Nanette dans Le Journal de Mickey (1955-1956). Le strip a également été publié dans les quotidiens Le Parisien libéré (1948-1957) et France Soir (1954-1955) puis plus brièvement dans Tiercé (1962). En France, Rusty Riley a inspiré la série P'tit Joc d'André Joy et Jean Ollivier.